# Macau TV
Macau TV is een Macause televisiezender die uitzendt in het Standaardkantonees en Standaardmandarijn. Het is in bezit van Teledifusão de Macau. De zender is te ontvangen in Macau, Zhuhai en Zhongshan.
Uitzendingen zijn verdeeld in drie belangrijke blokken. Ochtendnieuws wordt uitgezonden van 07:15 tot 09:00 op maandag tot en met zaterdag; Middag- en primetimeprogramma's worden rond 12:30 uitgezonden tot 01:30. Uitzendingen op zondag beginnen wat eerder. Live-televisie zoals de wedstrijden van de English FA Premier League en de Italian Football Championship. 